# Günther Jahn

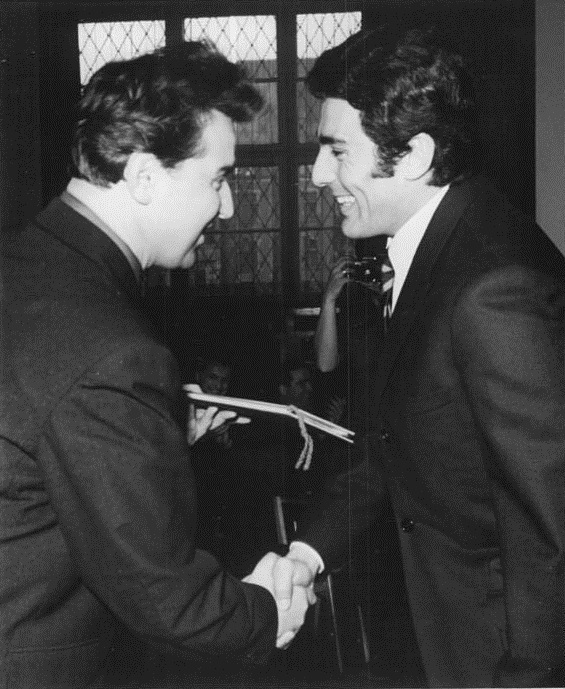
Günther Jahn (links) überreicht Gojko Mitić die Erich-Weinert-Medaille 1969

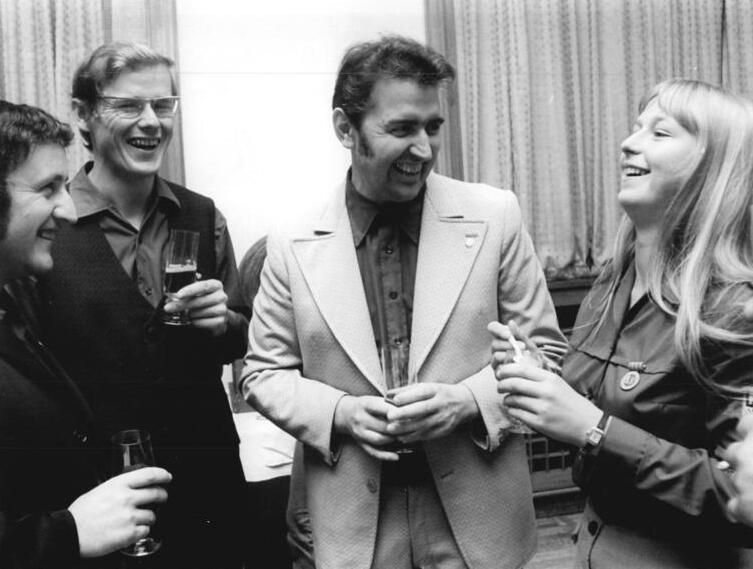
Günther Jahn (Mitte) 1973

Günther Jahn (* 9. Januar 1930 in Erfurt, Provinz Sachsen, Preußen; † 29. Oktober 2015 in Beelitz-Fichtenwalde) war ein deutscher SED-Funktionär, Mitglied des ZK der SED und Volkskammerabgeordneter der DDR. Von 1967 bis 1973 war er Erster Sekretär des Zentralrats der FDJ und von 1976 bis 1989 Erster Sekretär der SED-Bezirksleitung Potsdam.

## Leben
Sein Vater war der Schlosser und KPD-Funktionär Hermann Jahn. Sein älterer Bruder war der Ökonom und Marx-Engels-Forscher Wolfgang Jahn. Günther Jahn besuchte von 1936 bis 1946 die Grund- und Mittelschule in Erfurt. 1946 trat er in die FDJ und die KPD/SED ein und bestand 1948 an der Humboldtschule in Erfurt das Abitur. 1948 bis 1950 studierte er an der Friedrich-Schiller-Universität in Jena Ökonomie und beschloss das Studium 1952 an der Hochschule für Ökonomie in Berlin als Diplom-Wirtschaftler.
Von 1954 bis 1956 und 1962 bis 1964 war er zunächst politischer Mitarbeiter im Sektor Planung der Abteilung Planung und Finanzen des ZK der SED, von 1956 bis 1961 erhielt er eine Aspirantur im Institut für Gesellschaftswissenschaften. 1961 promovierte er zum Dr. rer. oec. mit einer Dissertation zu Wirtschaftsräten und sozialistischer Rekonstruktion in der DDR-Industrie und war bis 1962 Wahrnehmungsdozent an diesem Institut.
Ab 1964 war Jahn stellvertretender Abteilungsleiter für ideologische Arbeit beim Büro für Industrie und Bauwesen beim Politbüro des ZK der SED und 1965 bis 1966 Leiter der Arbeitsgruppe Sozialistische Wirtschaftsführung. 1966 wurde er zweiter Sekretär und 1967, als Nachfolger von Horst Schumann, Erster Sekretär des Zentralrats der FDJ. Im gleichen Jahr wurde er Abgeordneter der Volkskammer, der er bis 1990 angehörte. Als Mitglied der Volkskammer war er bis 1976 im Jugendausschuss und später Erster Stellvertretender Vorsitzender des Geschäftsordnungsausschusses. 1973 wurde Egon Krenz sein Nachfolger als Erster Sekretär des FDJ-Zentralrats. Von 1974 bis 1976 war Jahn zweiter Sekretär und ab 1976 bis 1989, als Nachfolger von Werner Wittig, Erster Sekretär der Bezirksleitung Potsdam. Im November 1989 trat er von dieser Funktion zurück, im Dezember des gleichen Jahres erfolgte sein Rücktritt mit dem gesamten ZK der SED. 1991 trat er aus der SED-Nachfolgepartei PDS aus.
Günther Jahn erhielt 1973 den Karl-Marx-Orden, 1980 den Vaterländischen Verdienstorden in Gold und 1984 den Orden Banner der Arbeit.
Von Jahn ist der Ausspruch überliefert: „Alle erreichen, jeden gewinnen, keinen zurücklassen!“
Günther Jahn starb am 29. Oktober 2015 im Alter von 85 Jahren in Fichtenwalde.

## Privates
Seit 1952 war er mit der Ärztin Esther Jahn verheiratet. Sie verstarb im Oktober 2011. Gemeinsam hatten sie zwei Kinder, darunter einen Sohn. Jahn lebte als Rentner in Potsdam-Babelsberg.

## Trivia
In seiner Zeit als oberster FDJ-Funktionär wurde er inoffiziell als Jubel-Jahn verspottet, wegen seiner impulsiven Ausrufe wie „Hoch die internationale Solidarität“ auf politischen Veranstaltungen.